# Шидо, Ференц
Ференц Шидо (венг. Sidó Ferenc, 18 апреля 1923 — 6 февраля 1998) — венгерский игрок в настольный теннис, многократный чемпион мира и Европы.

## Биография
Родился в 1923 году в деревне Пата (Чехословакия). В 1938 году переехал в Братиславу (Словакия), где занялся настольным теннисом, и быстро стал чемпионом Словакии среди юниоров.
В 1938 или 1939 году семья Шидо переехала в Будапешт, и Ференц стал гражданином Венгрии. В 1940 году он вошёл в национальную сборную, будучи в то время 2-м по силе игроком страны. В 1942—1945 годах жил в Диошдьёре и работал на местном сталелитейном заводе.
В 1947 году произвёл сенсацию на чемпионате мира в Париже, где молодой и неизвестный венгерский игрок завоевал серебряную медаль в личном первенстве, уступив лишь знаменитому чехословацкому игроку Богумилу Ване. Впоследствии не раз становился призёром различных чемпионатов; вершиной его спортивной карьеры стал чемпионат мира 1953 года, где он завоевал три золотые медали.
По окончании спортивной карьеры перешёл на тренерскую работу, был тренером национальной мужской сборной Венгрии. Активно работал в Международной федерации настольного тенниса и Европейском союзе настольного тенниса. В 1996 году был избран почётным президентом Венгерской ассоциации настольного тенниса.